# ふるかわしおり
ふるかわ しおり（1月31日 - ）は、日本の漫画家。埼玉県出身。女性。血液型A型。デビュー作は『コ イ』。作品に『別冊マーガレット』（集英社）で連載されていた『ファイブ』がある。

## 人物
趣味は寝ること。ふるかわ自身のコミックスに自分の顔を公開している。また、ガチンコ!に出演したこともある。輪ゴムが嫌いで、輪ゴムがついているものは触れないとコミックス1巻で明かしており、漫画家以外でやってみたい仕事は「輪ゴムを使わない仕事」。

## 作品リスト
特記がない限り、全て集英社から刊行されている。
- ハジマリノコトバ（2001年11月発行、マーガレットコミックス、ISBN 4-08-847448-1）
- ナンバーボーイ（2004年4月発行、マーガレットコミックス、ISBN 4-08-847739-1）
- ツキヲダキシメル。（2005年11月発行、マーガレットコミックス、ISBN 4-08-846008-1）
  - ツキヲダキシメル。（『デラックスマーガレット』2003年7月号）
  - キミノトナリ（『別冊マーガレット』2002年5月号）
  - ガール（『ザ マーガレット』2002年10月号）
  - ホシフル。ヨル（『デラックスマーガレット』2003年11月号）
- ファイブ（マーガレットコミックス、全15巻）
- ハジマリノコトバ ニューカバーVersion（2006年11月発行、マーガレットコミックス、ISBN 4-08-846116-9）
  - ハジマリノコトバ（『デラックスマーガレット』2001年1月号）
  - アシタノタメニデキルコト。（『ザ マーガレット』2001年5月号）
  - トモダチゴッコ（『ザ マーガレット』2000年6月号）
  - 「ナミダ」ト「スナオ」（『デラックスマーガレット』2000年9月号）
  - ハチミツ（『ザ マーガレット』2000年10月号）
  - コ イ（『デラックスマーガレット』1999年7月号、デビュー作）
- はにめろ。（ジャンプコミックス、全3巻）
- グレープ☆パイン（2010年2月25日発売[3]、マーガレットコミックス、ISBN 978-4-08-846499-2）
  - グレープ☆パイン（『デラックスマーガレット』2009年5月号、7月号、9月号、11月号、2010年1月号）
  - ピーィチッ!（『別冊マーガレット』2008年8月号特別ふろく『別マスペシャル BLACK』）
  - イツノヒカ…マタ。（『デラックスマーガレット』2002年3月号）
- カリガリ![4][注 1]（マーガレットコミックス、全3巻）
  1. 2013年5月24日発売[5]、『Cookie』2013年1月号 - 5月号、ISBN 978-4-08-845039-1
  2. 2014年1月24日発売[6]、『Cookie』2013年7月号 - 2014年1月号、ISBN 978-4-08-845153-4
  3. 2014年11月25日発売[7]、『Cookie』2014年3月号 - 11月号、ISBN 978-4-08-845306-4
- 大木先生と小鮫さん（ヤングジャンプコミックス、全2巻）
  1. 2014年11月19日発売[8]、『ミラクルジャンプ』2014年5月号[9] - 10月号、ISBN 978-4-08-890069-8
  2. 2015年6月19日発売[10]、『ミラクルジャンプ』2014年11月号 - 2015年4月号、ISBN 978-4-08-890288-3
- ファイブ+（双葉社、『月刊アクション』2016年7月号[11] - 2023年8月号[12]、全7巻）
- 恋と友情のあいだで（原作：東京カレンダー、『よみタイ』2019年12月13日配信[13] - 連載中、既刊1巻）
  1. 2021年7月15日発売[14]、ISBN 978-4-08-788065-6

### 単行本未収録作品
- カラフル[15]（『bianca』第2号）
- 大木くんと小鮫ちゃん[16]（『週刊ヤングジャンプ』2013年第18号）
- 年上コンプレックス（『週刊ヤングジャンプ』2014年第42号）
- 午前0時の下着屋さん[17]（『ミラクルジャンプ』2015年12月号）
- サヨナラまでの30分（原作：30-minute cassettes and Satomi Oshhima、『マンガMee』2019年11月7日[18] - 2020年2月13日配信）